# Giglio Campese

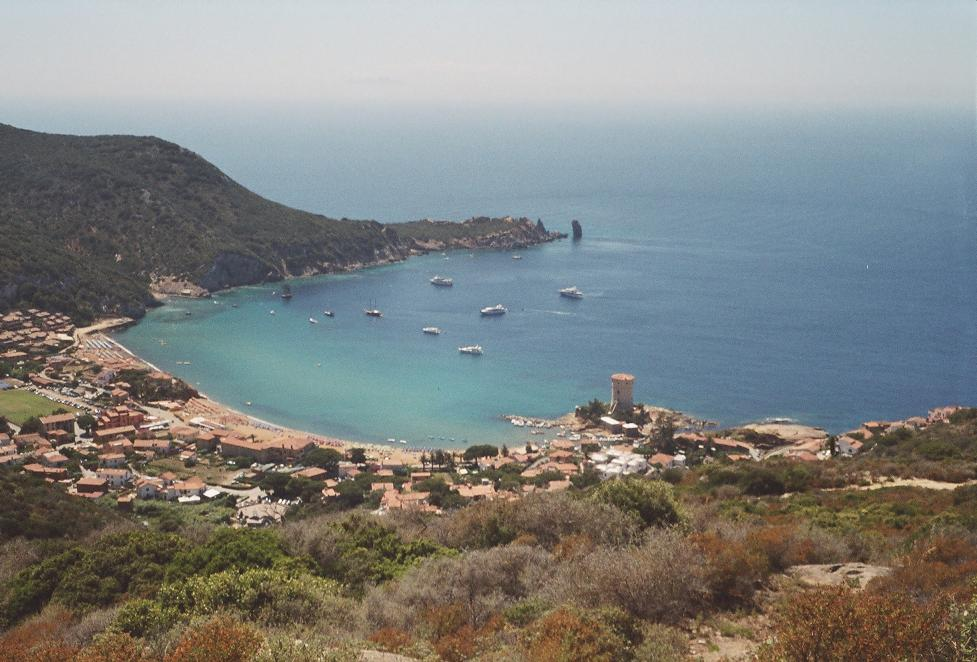
Panorama von Giglio Campese mit dem Torre del Campese (rechts)

Giglio Campese ist ein Ortsteil der Gemeinde Isola del Giglio auf der Insel Giglio in der Provinz Grosseto, Region Toskana in Italien.

## Geografie
Der Ort liegt 47,4 km südwestlich der Provinzhauptstadt Grosseto und 159 km südwestlich der Regionalhauptstadt Florenz am nordwestlichen Rand der Insel. Der Ort liegt bei 3 Höhenmetern und hat ca. 187 Einwohner.

## Sehenswürdigkeiten

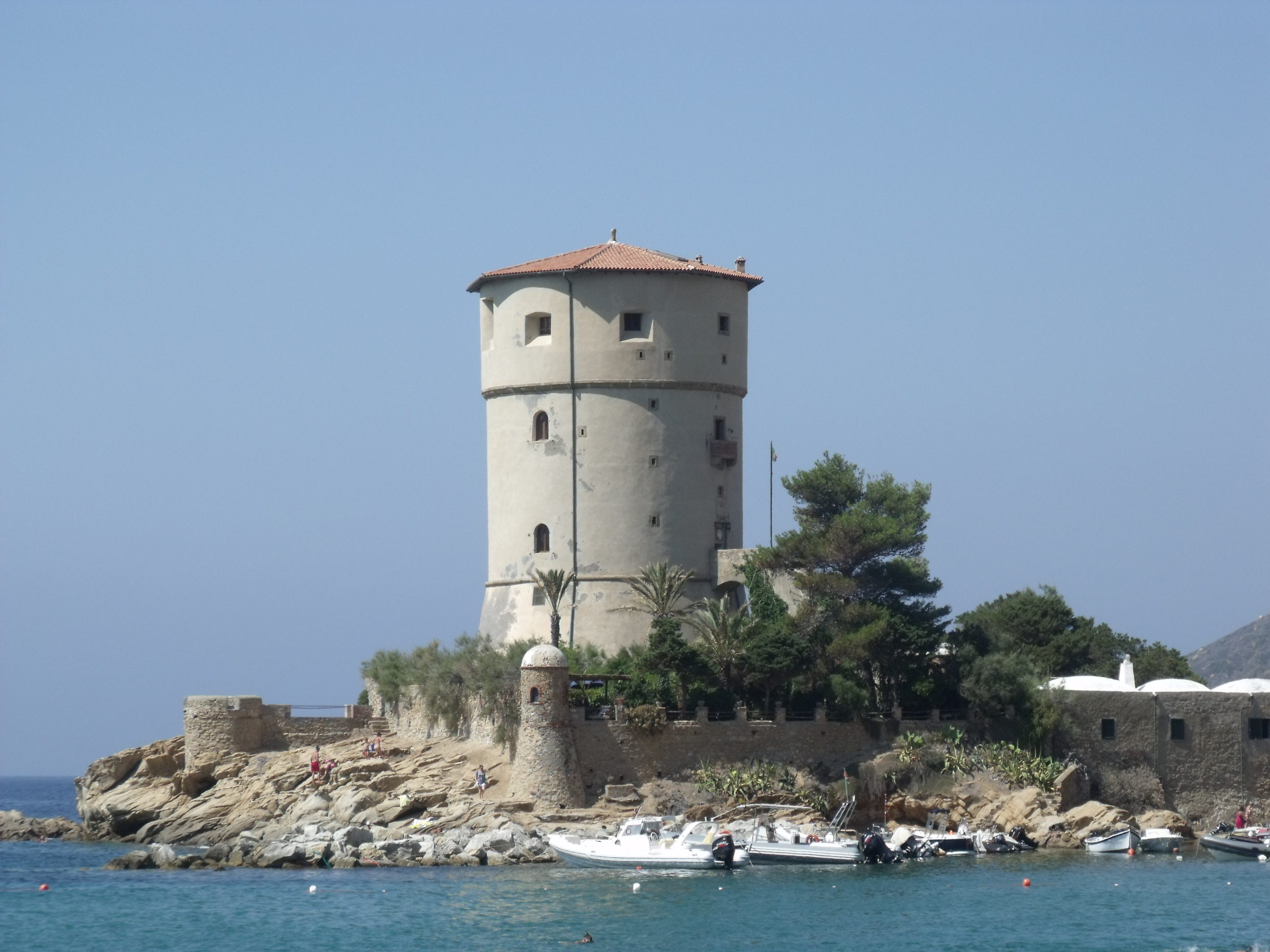
Torre del Campese

- Torre del Campese, Wachturm, der auf Wunsch von Cosimo I. de’ Medici[3] am Ende des 16. Jahrhunderts entstand und dem Architekten Alessandro Pieroni zugeschrieben wird.[1] Die heutige Dachkonstruktion scheint vor 1749 entstanden zu sein.[4]